# توني روزنتال
توني روزنتال (بالإنجليزية: Tony Rosenthal)‏ هو فنان أمريكي، ولد في 9 أغسطس 1914 في هايلاند بارك في الولايات المتحدة، وتوفي في 28 يوليو 2009 في قرية ساوتهمبتون في الولايات المتحدة.

## وصلات خارجية
- الموقع الرسمي
- توني روزنتال على موقع إن إن دي بي (الإنجليزية)